# プリンセスバレリーナ 〜夢見る4人のプリマドンナ〜
『プリンセスバレリーナ 〜夢みる4人のプリマドンナ〜』は、株式会社スパイクが2008年12月18日に発売したニンテンドーDS用アクションゲームである。